# Церинги
Церингите (на немски: Zähringer) са древен германски княжески род от Швабия. Те са роднини с рода Щауфен и се наричат от края на 11 век на техния замък Церинген при Фрайбург в регион Брайсгау в Баден-Вюртемберг.
Произлизат от Ахалолфингите и имат кръвно кралско право. От Церингите произлиза родът Дом Баден.
Представители на рода са били херцози на Каринтия и маркграфове на Верона (1061 – 1077), херцози на Швабия (1092 – 1097), херцози на херцогство Церинген (1097 – 1218), наместници (ректори) на Кралство Бургундия (1127 – 1218) и херцози на Тек (1187 – 1432), също от 1112 г. маркграфове, от 1803 г. курфюрстове, от 1806 г. велики херцози на Баден (до 1918 г.).
През 12 век фамилията Церинги има голямо влияние в днешна Югозападна Германия и днешна Швейцария, където основават много градове, села и манастири. Градовете са се намирали от двете страни на Шварцвалд.
Най-известните от тези градове са: Берн, Бургдорф, Бройнлинген, Фрайбург в Брайсгау, Фрибур, Хаслах в Кинцигтал, Офенбург, Муртен, Нойенбург на Рейн, Райнфелден, Тун и Вилинген.
- Бертхолд I (*1000 – †1078), херцог на Каринтия, маркграф на Верона. Женен за Рихвара Швабска. Деца: Бертхолд II; Херман I (основател на аристократичния род Баден).
- Бертхолд II (1078 – 1111), син на предходния, херцог на Швабия и Церинген. Женен за Агнес, дъщеря на граф Рудолф фон Райнфелден. Деца: Бертхолд III; Конрад I.
- Бертхолд III (1111 – 1122), син на предходния, херцог на Церинген.
- Конрад I (1122 – 1152), син на Бертхолд II, херцог на Церинген, ректор на Бургундия. Женен за Клеманс, дъщеря на граф Жофруа дьо Намюр. Деца: Клеменция, омъжена за саксонския херцог Хайнрих Лъв; Германа, омъжена за графът на Савоя Умберто III; Рудолф и Ото – епископи; Бертхолд IV.
- Бертхолд IV (1152 – 1186), син на предходния, херцог на Церинген, ректор на Бургундия.
- Бертхолд V (1186 – 1218), син на предходния, херцог на Церинген, ректор на Бургундия. Женен за Ида и за Клеманс, дъщеря на бургундския граф Етиен III. Има двама сина, които не го надживяват.[1]